# Souillé
Souillé é uma comuna francesa na região administrativa do País do Loire, no departamento de Sarthe. Estende-se por uma área de 4.57 km². Em 2010 a comuna tinha 726 habitantes (densidade: 158,9 hab./km²).